# Vitz-sur-Authie
Pour les articles homonymes, voir Authie.
Vitz-sur-Authie est une commune française située dans le département de la Somme, en région Hauts-de-France.
La commune fait partie de la communauté de communes du Ternois qui regroupe 103 communes et compte 37 469 habitants en 2021.
Elle fait partie des villages labellisés Village patrimoine, qui œuvrent à mettre en avant leurs patrimoines matériels et/ou immatériels (historique, culturel, naturel, architectural, etc.).
Depuis le 13 février 2020, la commune fait partie du parc naturel régional Baie de Somme - Picardie maritime.

## Géographie

### Localisation
Vitz-sur-Authie est un village picard du Ponthieu situé sur la rive gauche de l'Authie, limitrophe du Pas-de-Calais.
À vol d'oiseau, la localité est située à 5 km au nord-ouest d'Auxi-le-Château, 14 km au sud d'Hesdin-la-Forêt, 23 km au nord-est d’Abbeville et à 43 km au nord-ouest d'Amiens .
Le territoire de la commune est limitrophe de ceux de six communes.
Les communes limitrophes sont Gennes-Ivergny, Le Ponchel, Willencourt, Boufflers, Gueschart et Neuilly-le-Dien.

### Hydrographie

#### Réseau hydrographique
La commune est située dans le bassin Artois-Picardie. Elle est drainée par l'Authie, le fossé l'Authie, le marais de Villeroy et un autre petit cours d'eau.
L'Authie, d'une longueur de 108 km, prend sa source dans la commune de Coigneux et se jette  dans la Manche, son embouchure formant une vaste baie, comprise entre Fort-Mahon-Plage et Berck, typique des estuaires picards.

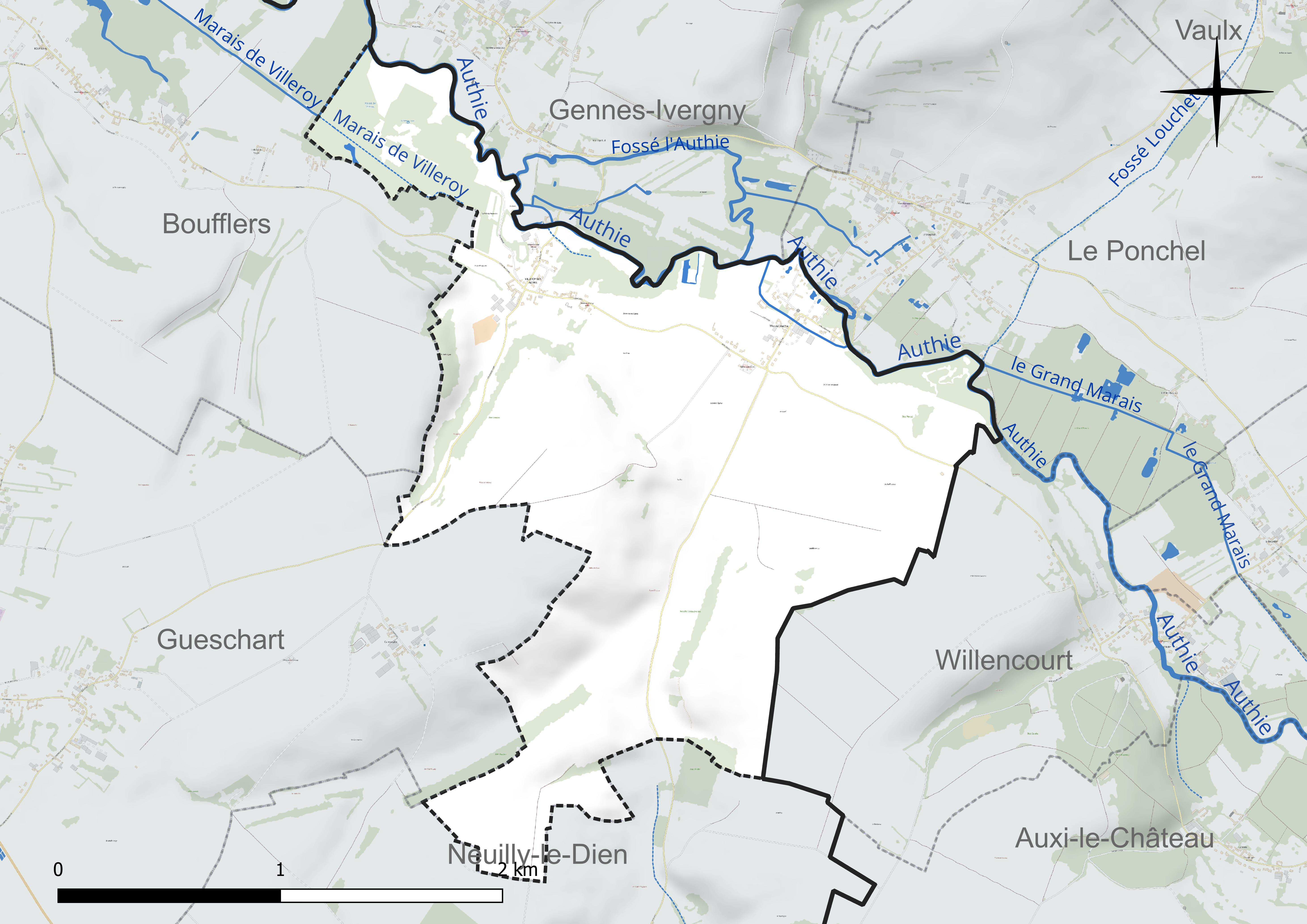
Réseau hydrographique de Vitz-sur-Authie.

#### Gestion et qualité des eaux
Le territoire communal est couvert par le schéma d'aménagement et de gestion des eaux (SAGE) « Authie ». Ce document de planification concerne un territoire de 1 253 km2 de superficie, délimité par le bassin versant de l'Authie. Le périmètre a été arrêté le 5 août 1999 et le SAGE proprement dit est, en 2024, en cours d'élaboration. La structure porteuse de l'élaboration et de la mise en œuvre est le syndicat mixte Canche Et Authie.
La qualité des cours d'eau peut être consultée sur un site dédié géré par les agences de l'eau et l'Agence française pour la biodiversité.

### Climat
Pour des articles plus généraux, voir Climat des Hauts-de-France et Climat de la Somme.
En 2010, le climat de la commune est de type climat océanique altéré, selon une étude du CNRS s'appuyant sur une série de données couvrant la période 1971-2000. En 2020, Météo-France publie une typologie des climats de la France métropolitaine dans laquelle la commune est exposée à un climat océanique et est dans la région climatique Côtes de la Manche orientale, caractérisée par un faible ensoleillement (1 550 h/an) ; forte humidité de l'air (plus de 20 h/jour avec humidité relative > 80 % en hiver), vents forts fréquents.
Pour la période 1971-2000, la température annuelle moyenne est de 10,5 °C, avec une amplitude thermique annuelle de 13,4 °C. Le cumul annuel moyen de précipitations est de 808 mm, avec 12,1 jours de précipitations en janvier et 8,4 jours en juillet. Pour la période 1991-2020, la température moyenne annuelle observée sur la station météorologique la plus proche, située sur la commune de Bernaville à 16 km à vol d'oiseau, est de 10,4 °C et le cumul annuel moyen de précipitations est de 877,3 mm,. Pour l'avenir, les paramètres climatiques de la commune estimés pour 2050 selon différents scénarios d'émission de gaz à effet de serre sont consultables sur un site dédié publié par Météo-France en novembre 2022.

## Urbanisme

### Typologie
Au 1er janvier 2024, Vitz-sur-Authie est catégorisée commune rurale à habitat dispersé, selon la nouvelle grille communale de densité à sept niveaux définie par l'Insee en 2022.
Elle est située hors unité urbaine et hors attraction des villes,.
Son bassin de vie la rattache au Pas-de-Calais et notamment à Auxi-le-Château.

### Occupation des sols
L'occupation des sols de la commune, telle qu'elle ressort de la base de données européenne d'occupation biophysique des sols Corine Land Cover (CLC), est marquée par l'importance des territoires agricoles (96,9 % en 2018), en augmentation par rapport à 1990 (85,3 %). La répartition détaillée en 2018 est la suivante : 
terres arables (50,9 %), prairies (24,1 %), zones agricoles hétérogènes (21,9 %), zones urbanisées (2,7 %), forêts (0,4 %). L'évolution de l'occupation des sols de la commune et de ses infrastructures peut être observée sur les différentes représentations cartographiques du territoire : la carte de Cassini (XVIIIe siècle), la carte d'état-major (1820-1866) et les cartes ou photos aériennes de l'IGN pour la période actuelle (1950 à aujourd'hui).

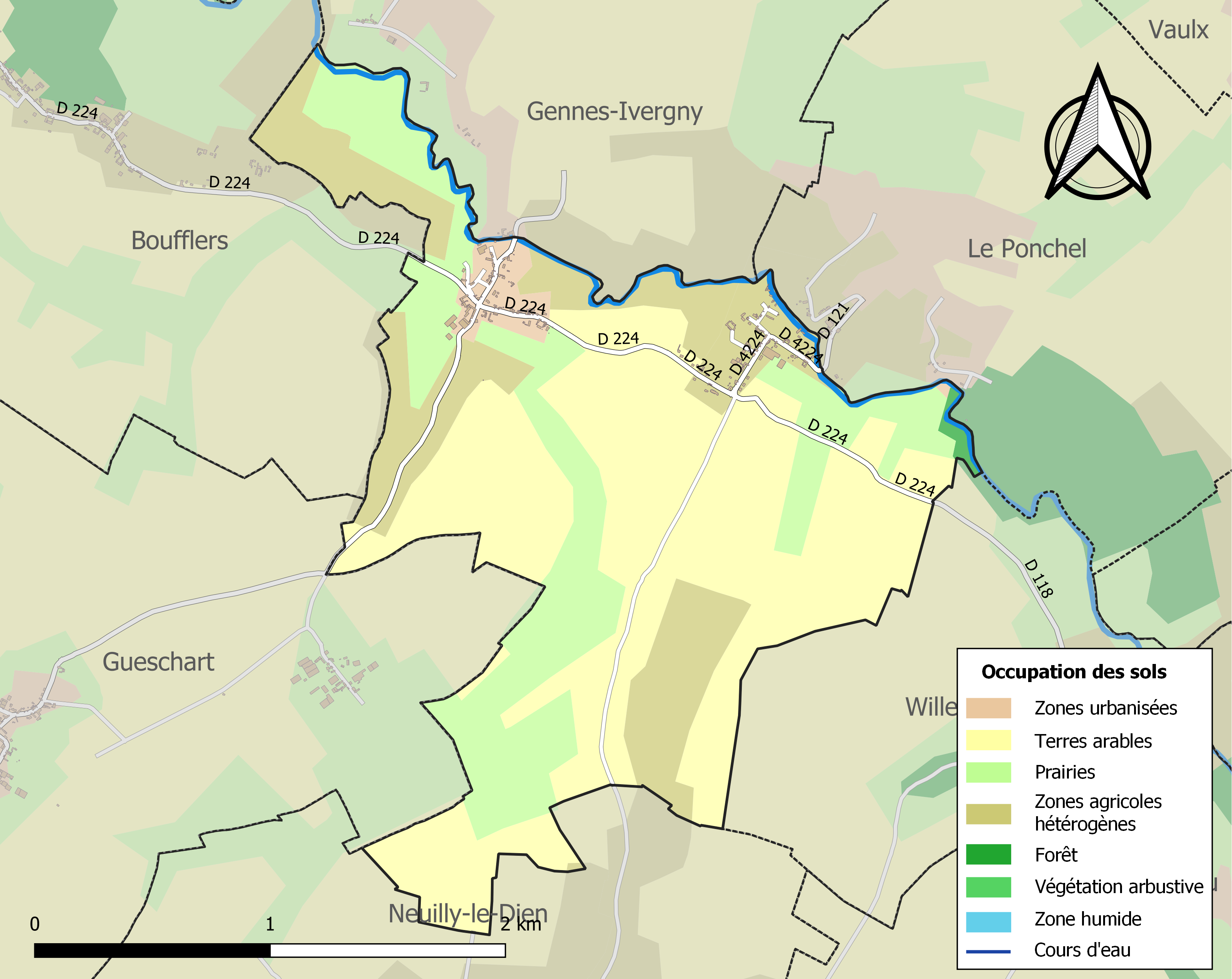
Carte des infrastructures et de l'occupation des sols de la commune en 2018 (CLC).

## Toponymie
Le nom de la localité est attesté sous les formes Altiswico (IXe siècle) ; Altisguico (fin XIe siècle) ; Vi (1104) ; Wis (1123) ; Viacus (1230) ; Viacum (1230) ; Vicus (1253) ; Vy (1301) ; Vy sur Authie (1507) ; Vys (1561) ; Vy sur Authy (1579) ; Viz (1637) ; Vitz-soubs-Authie… ; Vys sur Authie (1646) ; Vivilleroy (1648) ; Viz Supauty (1657) ; Vy sur Autie (1675) ; Vis et Villeroy (1729) ; Vis (1710) ; Vis sur Autie (1743) ; Witz sur Authie (1757) ; Vits (1703) ; Vis en Ponthieu (1781) ; Vis-sur-Authie (1763) ; Vic sur Authie (1787) ; Vitz-sur-Authies (1806).

Durant la Révolution, la commune, alors nommée Vitz et Villeroy ou Witz et Villeroy, prend le nom de Vitz-sur-Authie sans pour autant que les deux villages soient fusionnés ; cette fusion aura lieu en 1839.
Du latin vicus « village », -tz parasite.
L'Authie est un fleuve côtier du Nord de la France qui se jette dans la Manche sis dans les départements de la Somme et du Pas-de-Calais, dans le bassin Artois-Picardie.

## Histoire
À l'époque gallo-romaine la localité était un point de passage presque obligé pour les voyageurs montant vers le nord ou en venant, en raison du gué (gué de Vitz proche du marais de Vitz) qui s'y situait, permettant à la voie romaine conduisant de Crécy à Arras de franchir l'Authie. Plus au sud-ouest, un autre gué (dit gué de Blanquetaque) permettait de traverser la Somme sur un fond naturellement dur et autrefois très peu profond en été.
Le village est rasé en 1636 par les Espagnols qui traversent l'Authie. Seule, l'église est épargnée.
Simon Pfafenhoffen sculpte les boiseries intérieures  de la nouvelle église qui valent à l'édifice une protection au titre des Monuments Historiques.
Aussi nommée Vitz-lès-Willancourt, la paroisse appartint à la maison d'Abbeville.
En 1839, la commune absorbe celle voisine de Villeroy, peuplée, au recensement de 1836, de 149 habitants.

## Politique et administration

### Rattachements administratifs et électoraux
La commune se trouve dans l'arrondissement d'Abbeville du département de la Somme. Pour l'élection des députés, elle fait partie de la troisième circonscription de la Somme.
Elle fait partie depuis 1801 du canton de Crécy-en-Ponthieu. Dans le cadre du redécoupage cantonal de 2014 en France, la commune est désormais rattachée au canton de Rue.

### Intercommunalité
Bien que située dans la Somme, la commune faisait partie de la petite communauté de communes de l'Auxillois créée fin 1998 et dont toutes les autres communes sont situées dans le Pas-de-Calais, et non de la  communauté de communes Authie-Maye, dont elle paraissait géographiquement plus proche.
Dans le cadre des dispositions de la loi portant nouvelle organisation territoriale de la République (Loi NOTRe) du 7 août 2015, qui prévoit que les établissements publics de coopération intercommunale (EPCI) à fiscalité propre doivent avoir un minimum de 15 000 habitants, le préfet du Pas-de-Calais a publié le 12 octobre 2015 un projet de schéma départemental de coopération intercommunale qui prévoyait diverses fusion d'intercommunalité. À l'initiative des intercommunalités concernées, la commission départementale de coopération intercommunale (CDCI) adopte le 26 février 2016 un amendement à ce projet, proposant la fusion de : 

- la communauté de communes de l'Auxillois, regroupant 16 communes dont une de la Somme et 5 217 habitants ;

- la communauté de communes de la Région de Frévent, regroupant 12 communes et 6 567 habitants ;

- de la communauté de communes des Vertes Collines du Saint-Polois, regroupant 58 communes et 19 585 habitants ;

- de la communauté de communes du Pernois, regroupant 18 communes et 7 114 habitants.
Le schéma, intégrant notamment cette évolution, est approuvé par un arrêté préfectoral du 30 mars 2016, et la communauté de communes du Ternois, dont la commune est désormais membre, est créée par un arrêté préfectoral du 30 août 2016 qui a pris effet le 1er janvier 2017.

### Liste des maires
| Période                                  | Période                      | Identité               | Étiquette | Qualité                        |
| ---------------------------------------- | ---------------------------- | ---------------------- | --------- | ------------------------------ |
| Les données manquantes sont à compléter. |                              |                        |           |                                |
| mars 2001                                | 2008                         | Christine Van Eslander |           |                                |
| mars 2008                                | En cours (au 8 octobre 2020) | Michel Van Eslander    |           | Réélu pour le mandat 2020-2026 |

## Démographie
L'évolution du nombre d'habitants est connue à travers les recensements de la population effectués dans la commune depuis 1793. Pour les communes de moins de 10 000 habitants, une enquête de recensement portant sur toute la population est réalisée tous les cinq ans, les populations de référence des années intermédiaires étant quant à elles estimées par interpolation ou extrapolation. Pour la commune, le premier recensement exhaustif entrant dans le cadre du nouveau dispositif a été réalisé en 2006.

En 2022, la commune comptait 135 habitants, en évolution de +6,3 % par rapport à 2016 (Somme : −1,26 %, France hors Mayotte : +2,11 %).
| 1793 | 1800 | 1806 | 1821 | 1831 | 1836 | 1841 | 1846 | 1851 |
| ---- | ---- | ---- | ---- | ---- | ---- | ---- | ---- | ---- |
| 308  | 127  | 129  | 118  | 126  | 131  | 298  | 303  | 318  |

| 1856 | 1861 | 1866 | 1872 | 1876 | 1881 | 1886 | 1891 | 1896 |
| ---- | ---- | ---- | ---- | ---- | ---- | ---- | ---- | ---- |
| 320  | 337  | 306  | 276  | 256  | 279  | 276  | 255  | 257  |

| 1901 | 1906 | 1911 | 1921 | 1926 | 1931 | 1936 | 1946 | 1954 |
| ---- | ---- | ---- | ---- | ---- | ---- | ---- | ---- | ---- |
| 224  | 211  | 190  | 188  | 194  | 160  | 155  | 165  | 156  |

| 1962 | 1968 | 1975 | 1982 | 1990 | 1999 | 2006 | 2011 | 2016 |
| ---- | ---- | ---- | ---- | ---- | ---- | ---- | ---- | ---- |
| 175  | 175  | 158  | 137  | 122  | 127  | 112  | 116  | 127  |

| 2021 | 2022 | - | - | - | - | - | - | - |
| ---- | ---- | - | - | - | - | - | - | - |
| 135  | 135  | - | - | - | - | - | - | - |

## Culture locale et patrimoine

### Lieux et monuments
- L'église Saint-Martin. C'est une réduction de l'église abbatiale de Valloires. La décoration intérieure comporte des éléments d'époque Louis XV[26]. Protection MH.
- La chapelle Saint-Nicolas (Villeroy-sur-Authie).
- Le monument aux morts.

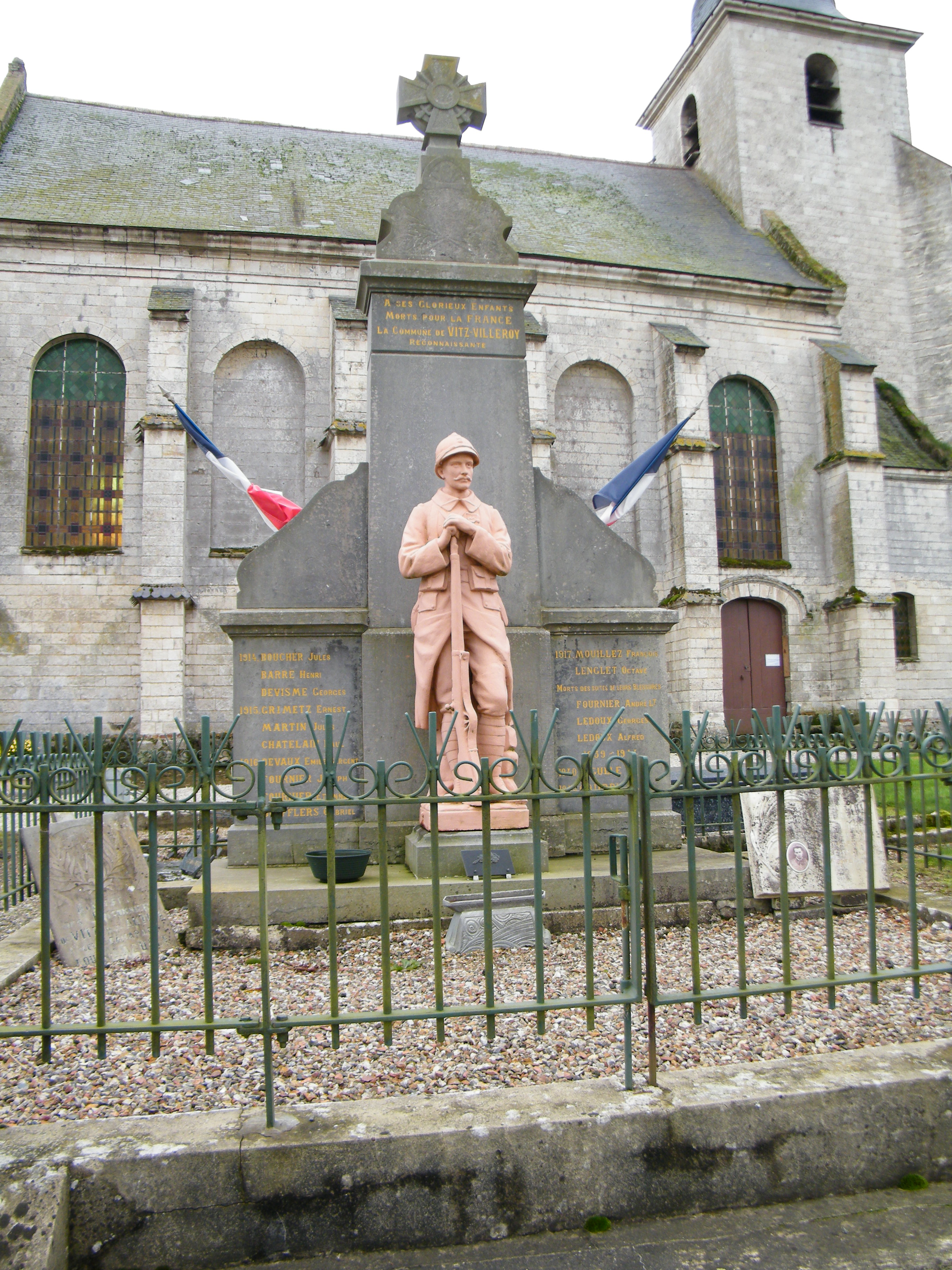
Le monument aux morts pour la patrie.
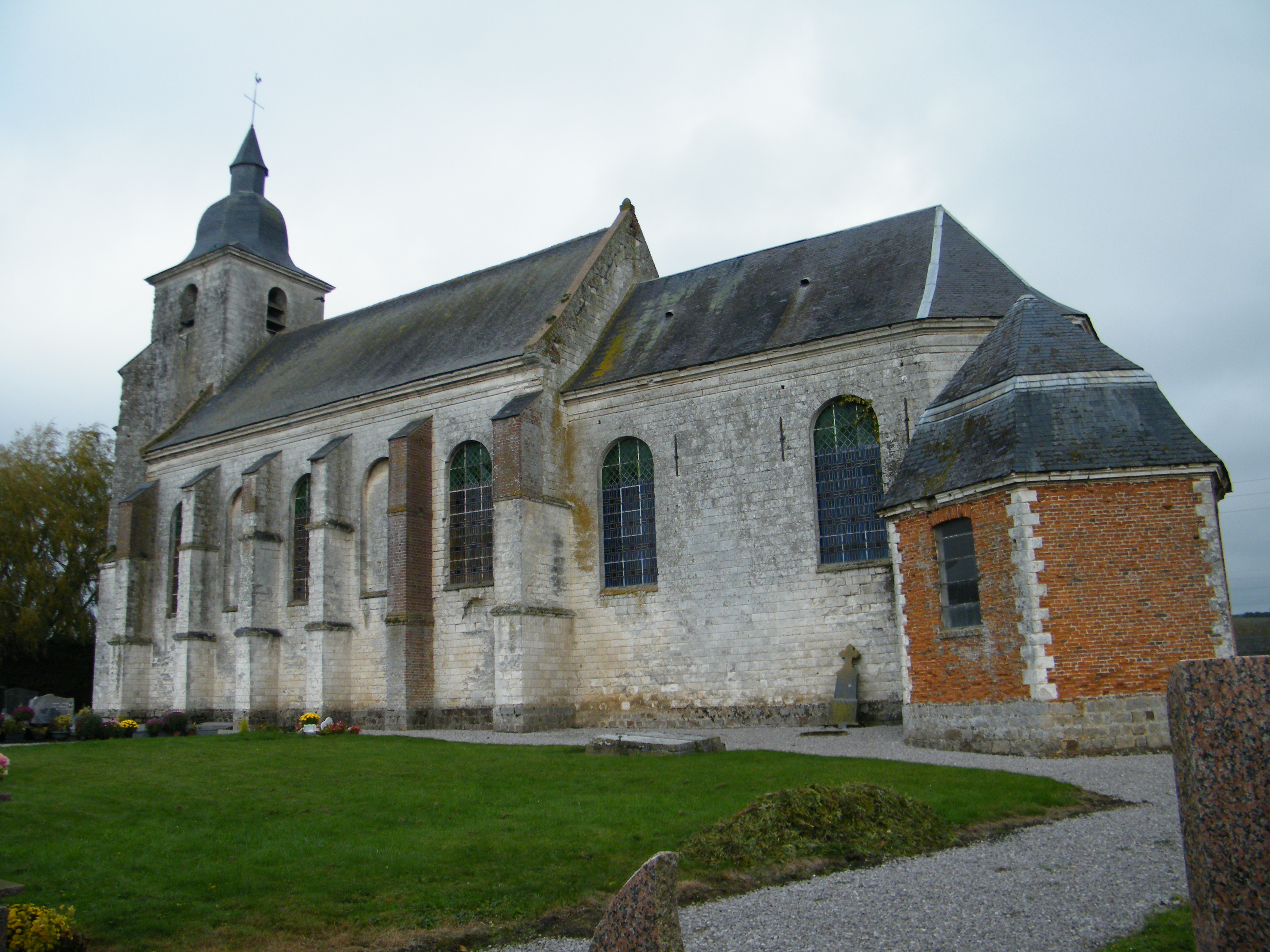
Autre vue de l'église.
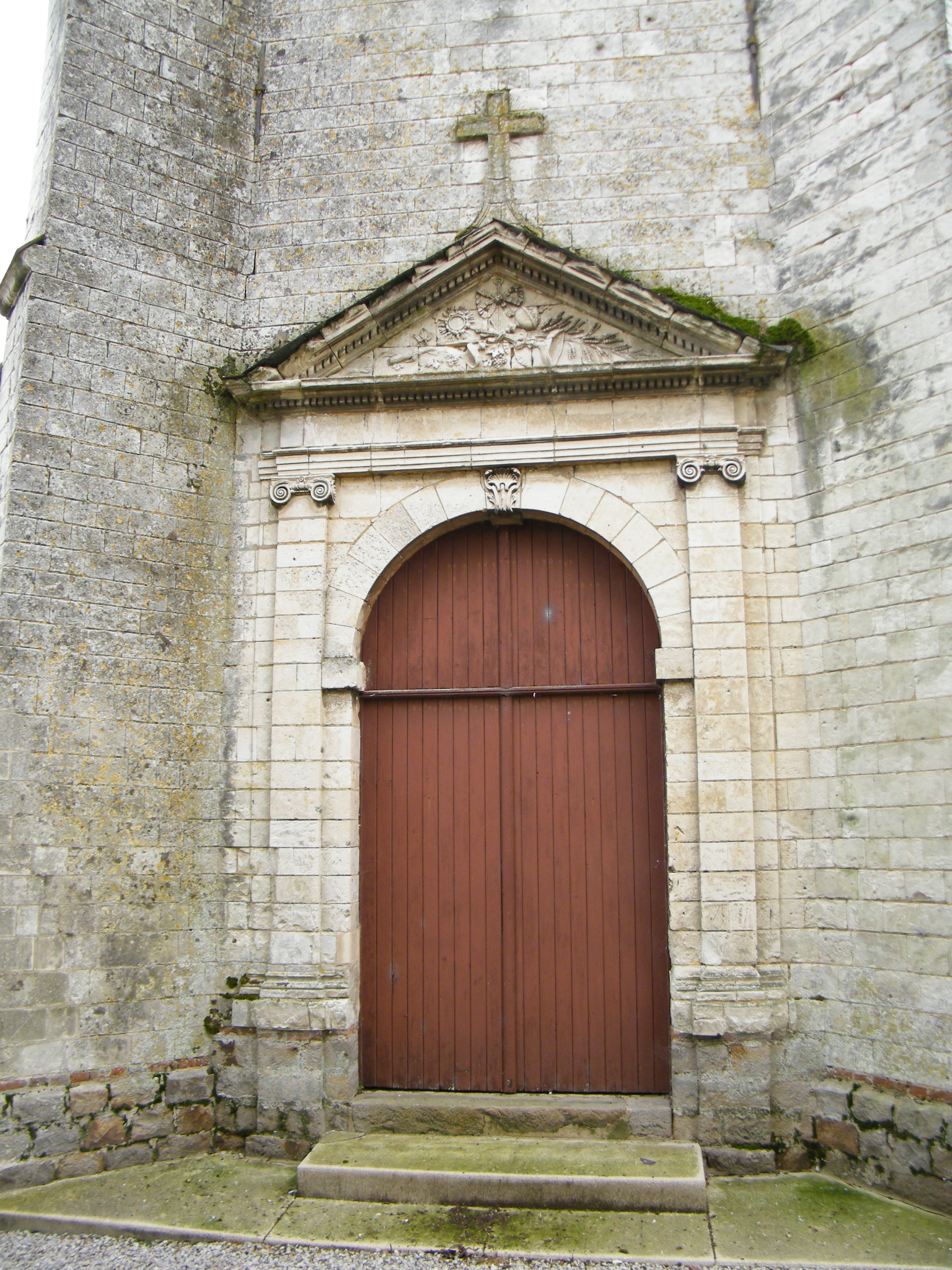
Portail de l'église.